# Alberto da Chiatina
Alberto da Chiatina (Chiatina, 1135 – Colle di Val d'Elsa, 17 agosto 1202) è stato un religioso italiano, considerato santo dalla pietà popolare.

## Biografia
Alberto nacque nel 1135 a Chiatina, in Val d'Arbia. Prese ben presto la via del sacerdozio nonostante la sua famiglia, che faceva parte della piccola nobiltà del luogo, avesse per lui altri progetti. Si fece benvolere dal vescovo e, dopo l'ordinazione sacerdotale del 1163, come primo incarico fu destinato ad una parrocchia importante, quella della pieve di Santa Maria in Pava. Subito si fece apprezzare per le sue doti dialettiche, poco comuni per le parrocchie di campagna e proprio in quella pieve nacque la prima fama di santità.
All'epoca era imperatore Federico I, il Barbarossa, che era entrato in conflitto con papa Alessandro III, di origini senesi, tanto da nominare un antipapa, Vittore IV, nel 1159. Probabilmente a causa della fedeltà di Alberto al papa senese, entrò in disaccordo con un membro della nobiltà locale e fu costretto a lasciare la pieve di Santa Maria in Pava. Nel 1175 fu quindi destinato alla chiesa senese di Sant'Andrea che si trovava sulla strada di Camollia, il tratto urbano della Via Francigena, nell'attuale via Montanini. Qui rimase fino al 1177, quando papa Alessandro III gli affidò l'incarico di Arciprete presso la pieve a Elsa.
La pieve era situata a “Aelsa” o “Aelsae” (l'odierna Gracciano d'Elsa di Colle di Val d'Elsa) ed era la diciassettesima tra le settantanove stazioni (Mansio) che sorgevano sulla Via Francigena, tra Roma e la Manica, descritte nell'itinerario di Sigerico di Canterbury. Essa era situata nel territorio della diocesi di Volterra ma dipendeva direttamente dal papato in quanto “nullius Dioecesis”. La pieve doveva essere grande, forse a tre navate, ed era posta in prossimità del guado sull'Elsa, vicino a Le Caldane e alle Vene, che fornivano acqua all'Elsa in misura sostanziale.
Forse la scelta operata dal papa aveva però dei secondi fini, in quanto da senese, aveva tutto l'interesse ad allargare il controllo di Siena nei territori a nord, più vicini a Firenze e dalla città gigliata contesi proprio a Siena. Questo fa comprendere forse meglio anche il perché della particolarità della giurisdizione, alle dirette dipendenze della Santa Sede e non della diocesi di Volterra, competente per territorio della chiesa di Colle, capoluogo valdelsano.
Nella pieve a Elsa, Alberto poteva svolgere le funzioni del vescovo, pur non essendolo e pur non potendo ordinare i sacerdoti. Intanto, nel 1181, muore papa Alessandro III.
Dopo alcuni anni Alberto fu colpito da una grave malattia. La storia ci dice solamente che il suo corpo, immobilizzato, si ricoprì di piaghe che gli causavano terribili sofferenze. Probabilmente Alberto era rimasto semiparalizzato a causa di un ictus e la lunga immobilità gli avrebbe causato le piaghe da decubito, ma niente di certo è dato sapere.
Le sofferenze di Alberto, che era comunque lucido nella mente, lo spinsero a chiedere al nuovo papa Lucio III la dispensa dall'incarico. La santa Sede però non accettò le dimissioni ed invitò i Canonici che si erano occupati di Alberto a nominare tra di loro un responsabile pastorale che coadiuvasse l'Arciprete Alberto, confermato nell'incarico.
La profonda fede che lo animava gli faceva sopportare il dolore con serenità e la sua fama aumentava come aumentava (per i miracoli che cominciavano a verificarsi) il profumo della sua santità, tanto da essere chiamato “Santo Giobbe della Toscana” ed a lui si rivolgevano alti prelati e perfino cardinali, in transito sulla Via Francigena, affinché intercedesse per loro nelle sue preghiere.
In quel periodo erano frequenti le incursioni dell'esercito senese contro Colle, alleato di Firenze, e saccheggi e distruzioni si verificavano di frequente. Nel 1191 papa Celestino III autorizzò il trasferimento della pievania dalla pieve a Elsa alla chiesa di San Salvatore (la futura cattedrale), posta nel Castello di Colle, anche in considerazione del fatto che Colle si stava notevolmente sviluppando ed accresceva la propria autonomia, fino a diventare libero comune nel 1195.
Alberto convinse quindi i fedeli a trasferirsi presso il castello di Colle. La scelta operata da Alberto si rivelò felice in quanto le truppe senesi, nella prima metà del XIII secolo distrussero l'abitato di “Aelsae” (Gracciano).
A Colle Alberto, libero dagli impegni dell'arcipretura, si dedicò alla preghiera ed alla venerazione della reliquia del Sacro Chiodo della Crocifissione che era conservato a Colle. Ancora oggi si conservano nel Duomo di Colle di Val d'Elsa i guanti con cui Alberto toccava la sacra reliquia.
Il 17 agosto 1202, all'età di sessantasette anni, Alberto morì.

## Culto
Dopo la morte, numerosi testimoni affermarono d'aver veduto sparire le piaghe dal suo corpo. La notizia dell'evento si sparse in fretta e molti fedeli si recarono a rendergli omaggio ed a chiedere grazie, che si credette fossero numerose.
Le spoglie furono sepolte, mentre la testa venne conservata in un reliquiario. Solo nel 1618 il corpo di Alberto venne ritrovato e posto nell'altare della cappella dove era conservato il Sacro Chiodo.
Subito dopo la morte Colle dedicò annualmente una celebrazione alla memoria di Alberto. Durante la festa veniva corso anche un palio equestre, con tragitto da Campiglia alla chiesa di San Salvatore (l'odierno Duomo), che assicurava al vincitore un panno di lana rosso del valore di dieci fiorini.
Il 19 maggio 1798, papa Pio VI approvò la recita dell'ufficio del beato Alberto e l'11 maggio 1865 papa Pio IX approvò la messa propria.
Nel 1890 le spoglie del beato furono trasferite nella cattedrale di Colle di Val d'Elsa, in una cappella a lui dedicata.
Il 4 luglio 1962, con decreto della Congregazione dei riti venne confermata l'ufficiatura.
Il beato Alberto è molto venerato a Colle Val d'Elsa dove è compatrono della città con San Marziale ed a cui è stata dedicata la nuova chiesa del popoloso quartiere della Badia.
La Chiesa cattolica lo ricorda tra i beati il 17 agosto.

## Testimonianze iconografiche

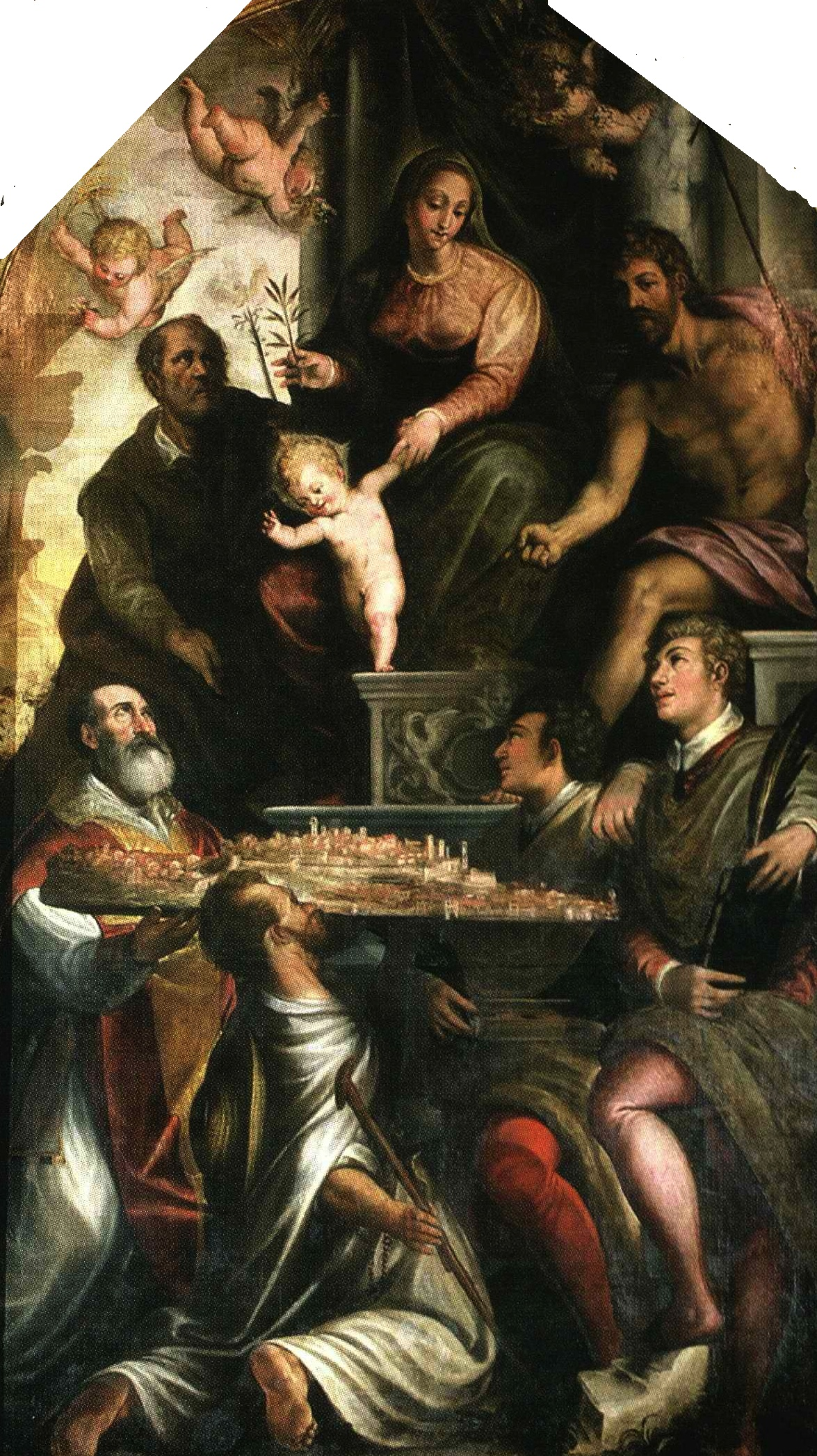
Simone Ferri, Il Beato Alberto, Colle di Val d'Elsa, Museo civico e d'arte sacra
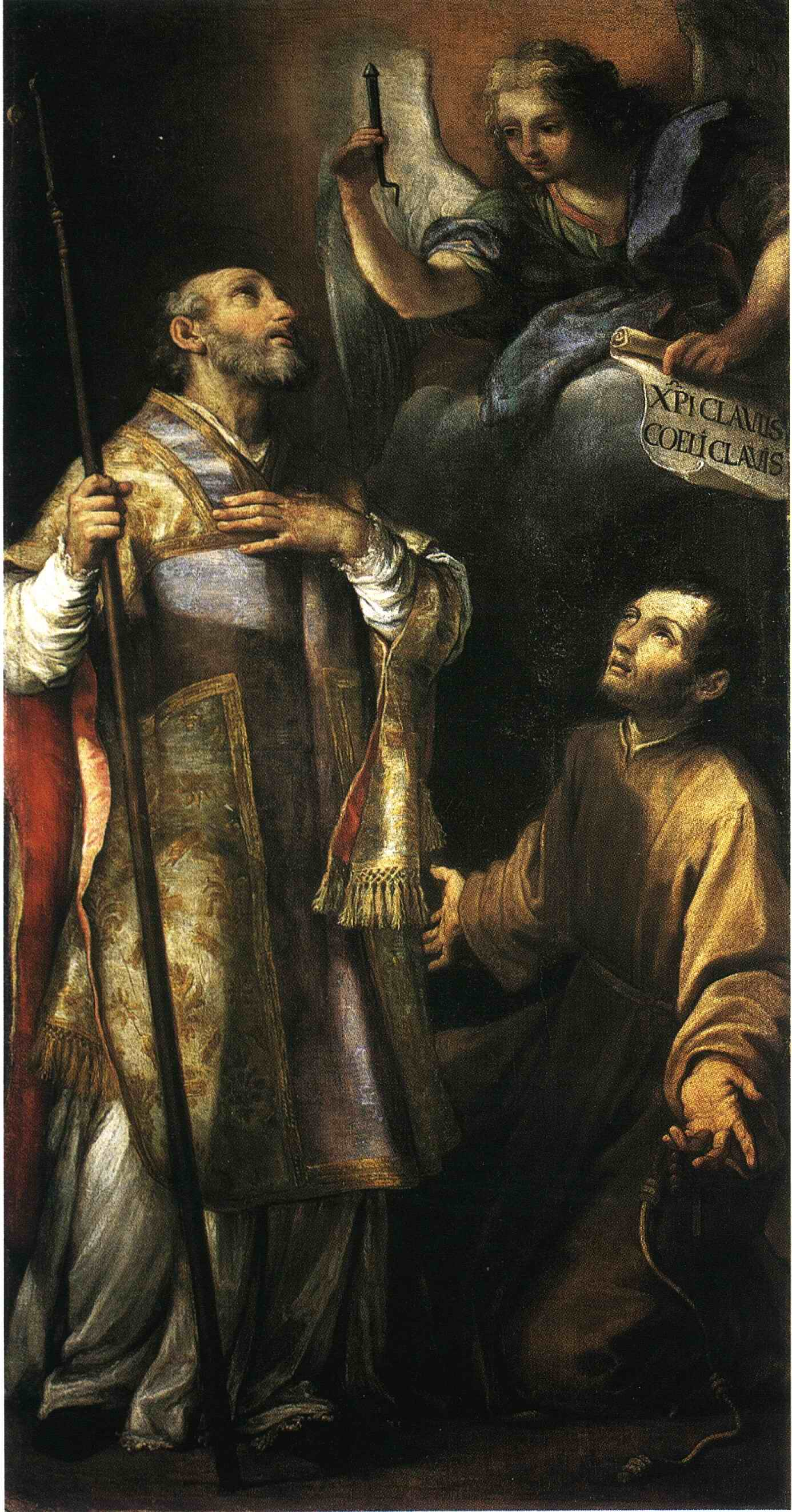
G.P. Melchiorri, Il Beato Alberto, Colle di Val d'Elsa, Duomo di Colle di Val d'Elsa
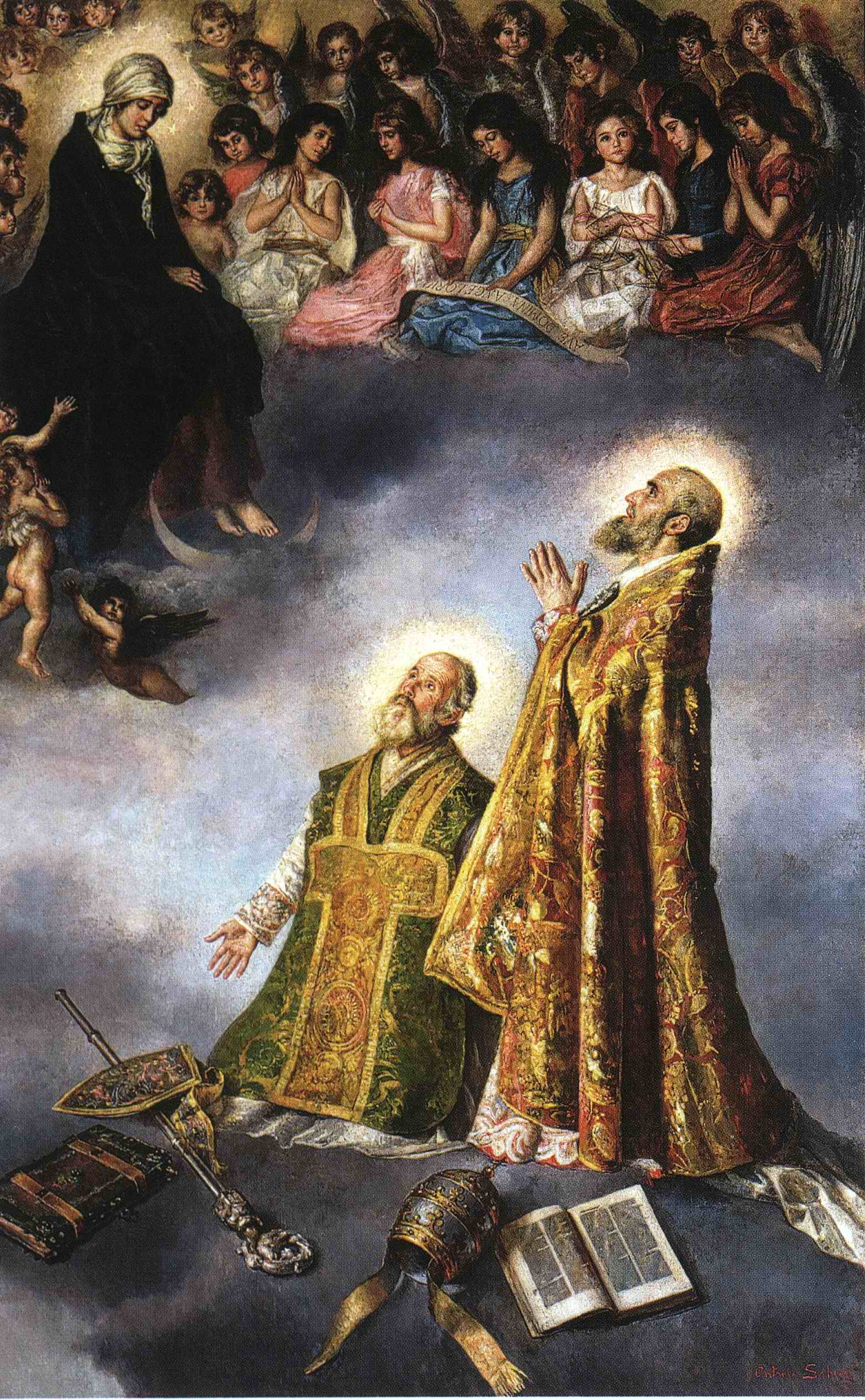
Antonio Salvetti, Il Beato Alberto, Colle di Val d'Elsa, Museo civico e d'arte sacra